# Gabriel Fuster Mayans

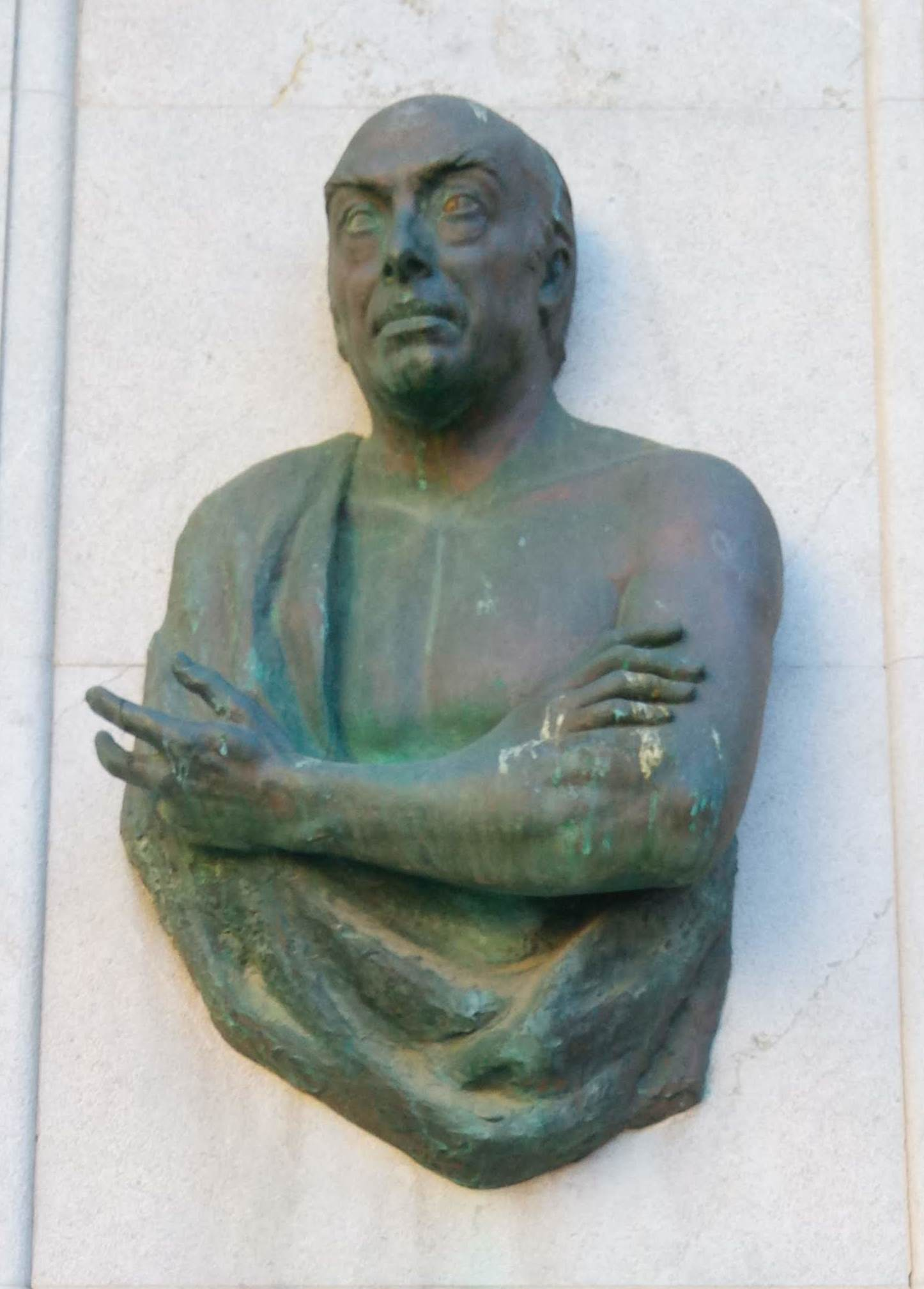
Escultura en Palma de Mallorca dedicada a Fuster Mayans

Gabriel Fuster Mayans, también conocido como Gafim (15 de abril de 1913-19 de enero de 1977), fue un abogado y periodista español, fundador de los "Premios Literarios Ciudad de Palma" cuando era concejal de cultura del Ayuntamiento de Palma. Nació en Palma en una familia acomodada, hijo de Gabriel Fuster Valentí, abogado, y de Margarita Mayans Escandell, ibicenca. Se educó en un ambiente literario, estudiando la carrera de Derecho en Barcelona y Zaragoza. Fue redactor del diario Baleares y presidente de la Asociación de la Prensa. Gran amigo del poeta Bartolomé Rosselló Porcel en su época de estudiante en Barcelona, por su gran labor en las letras mallorquinas el Ayuntamiento de Palma homenajeó su figura en 1979, colocando un busto de bronce en la plaza mayor como recuerdo de un personaje que quiso a su Mallorca, escribiendo su primer libro en lengua catalana titulado Tres viajes en calma por la isla de la calma. Este libro fue modelo de estudio por los estudiantes de la Universidad de las Islas Baleares.